# Cour administrative d'appel de Rabat
La cour administrative d'appel de Rabat est la plus grande juridiction administrative d'appel du Maroc par le nombre d'affaires traitées par les tribunaux relevant de sa circonscription.
Ses locaux se trouvent à Rabat.
Sa principale juridiction est le tribunal administratif de Rabat qui est le plus important du Maroc par le nombre d'affaires traitées.

## Organisation
La juridiction administrative de la ville de Rabat est un tribunal administratif 
comme tous les autres tribunaux administratifs créés en 1993, aussi bien sur le 
plan de son organisation que sur le plan de son fonctionnement. Toutefois, la 
juridiction administrative de Rabat se distingue par des compétences propres sur 
lesquelles elle statue à titre exclusif en tant que juridiction administrative de 1ère
instance. Ces compétences propres au tribunal administratif de Rabat sont prévues 
par l’article 11 du texte de 1993, selon celui-ci «Sont de la compétence du tribunal 
administratif de Rabat le contentieux relatif à la situation individuelle des 
personnes nommées par Dahir ou par décret, et le contentieux relevant donc de la 
compétence des tribunaux administratifs, mais né en dehors du ressort de ces 
tribunaux». Il convient de distinguer dans cet article deux contentieux : 

A-Le contentieux de la situation individuelle des personnes nommées par Dahir
ou décret.

B-Le contentieux né en dehors du ressort des tous les tribunaux administratifs.